# رباط بین‌خاری
رباط بین‌خاری (به انگلیسی: Interspinous ligament) رباطی است کوتاه، ولی محکم که زوائد خاری دو مهره مجاور را در ستون فقرات به یکدیگر متصل می‌کند. این رباط به دلیل عمقی بودن قابل لمس نیست. خم کردن ستون مهره‌ها سبب کشش رباط‌های فوق خاری و بین‌خاری می‌گردد.